# Joel Brand
Joel Brand (25. dubna 1906 Năsăud – 13. července 1964 Bad Kissingen) byl židovský podnikatel a sionistický aktivista.
Narodil se jako Jenő Brand v Transylvánii. Od roku 1910 žila jeho rodina v Erfurtu a založila zde telefonní firmu Thüringische Telefongesellschaft. V mládí byl Brand námořníkem a cestoval po Spojených státech i Dálném Východě. V roce 1930 vstoupil do Komunistické strany Německa, avšak pro nesouhlas se stalinismem později stranu opustil. Po nástupu nacistů k moci byl zatčen, avšak díky maďarskému občanství mu bylo dovoleno odejít do exilu. V roce 1935 se oženil s Hansi Brandovou a provozovali spolu v Budapešti továrnu na pletené zboží. Oba také působili v Židovském národním fondu a v hnutí Po'alej Cijon.
Za druhé světové války se Brand zapojil do odbojové činnosti. Od roku 1942 byl jedním z hlavních představitelů Pomocného a záchranného výboru, kterému se podařilo zachránit z okupované Evropy více než dvacet tisíc Židů. Po obsazení Maďarska Wehrmachtem v březnu 1944 začaly deportace tamního židovského obyvatelstva do vyhlazovacích táborů. Brand se tajně sešel s Adolfem Eichmannem, který ho seznámil s plánem nazvaným Blut gegen Waren (Krev za zboží) – nacisté nabízeli, že ukončí holocaust a umožní milionu Židů odejít do bezpečí, pokud jim západní Spojenci dodají vojenské automobily pro východní frontu a různé potraviny. Brand byl pak vyslán do neutrálního Turecka, aby tento návrh předal Davidu Ben Gurionovi a Anthonymu Edenovi, k dohodě však nedošlo.
Od roku 1944 žil Brand v Palestině. Podobně jako Rudolf Kastner se stal po válce terčem útoků pro své pokusy o vyjednávání s nacisty, zároveň těžce nesl, že se mu nepodařilo zachránit víc lidských životů. Svoje dilema popsal v autobiografické knize, která byla také zfilmována. V roce 1961 vystupoval Brand jako svědek v jeruzalémském procesu s Eichmannem. Po třech letech zemřel na zástavu srdce při návštěvě Německa.  